# Arquitectura helenística

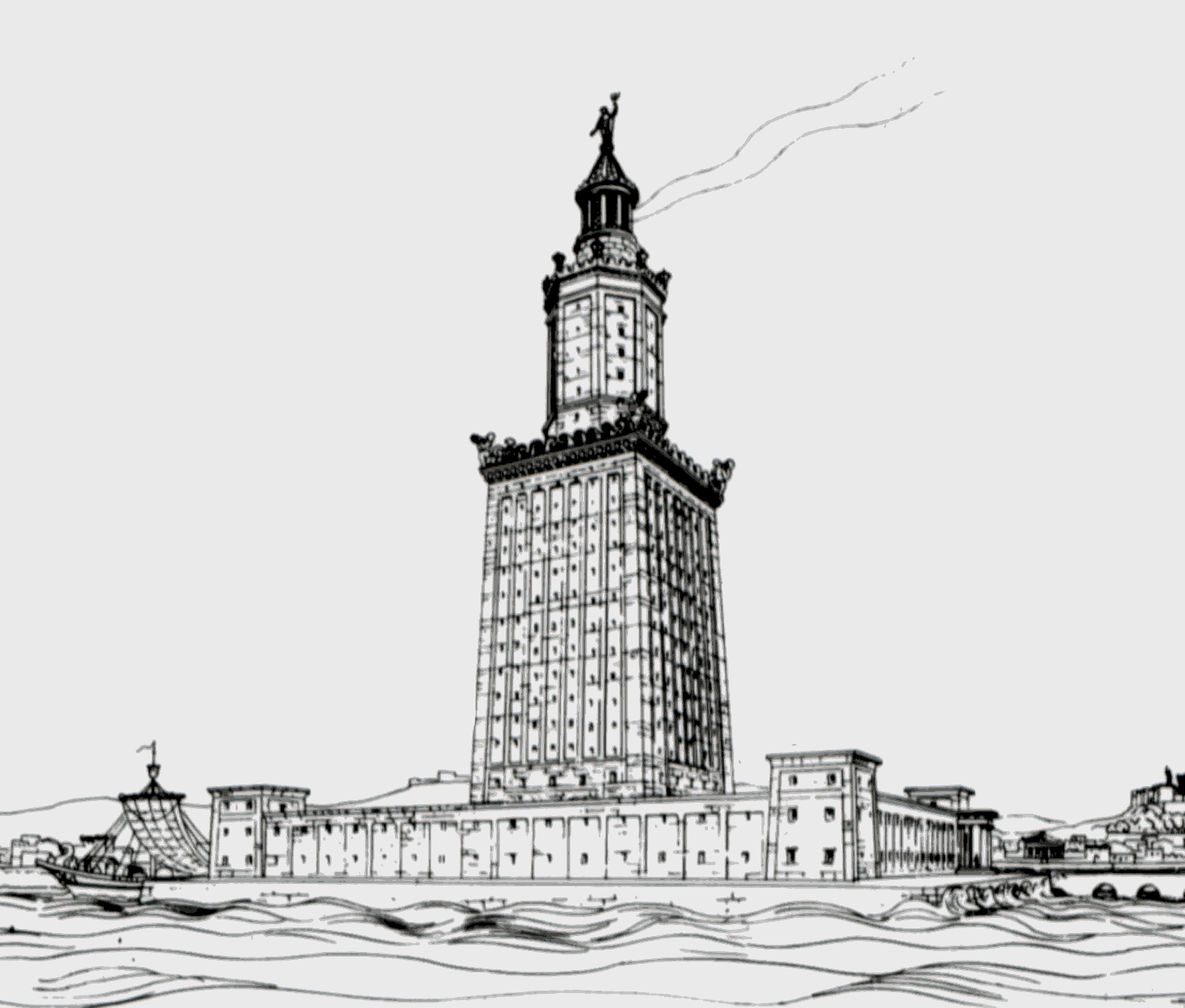
Recreación del Faro de Alejandría de H. Thiersch (1909).

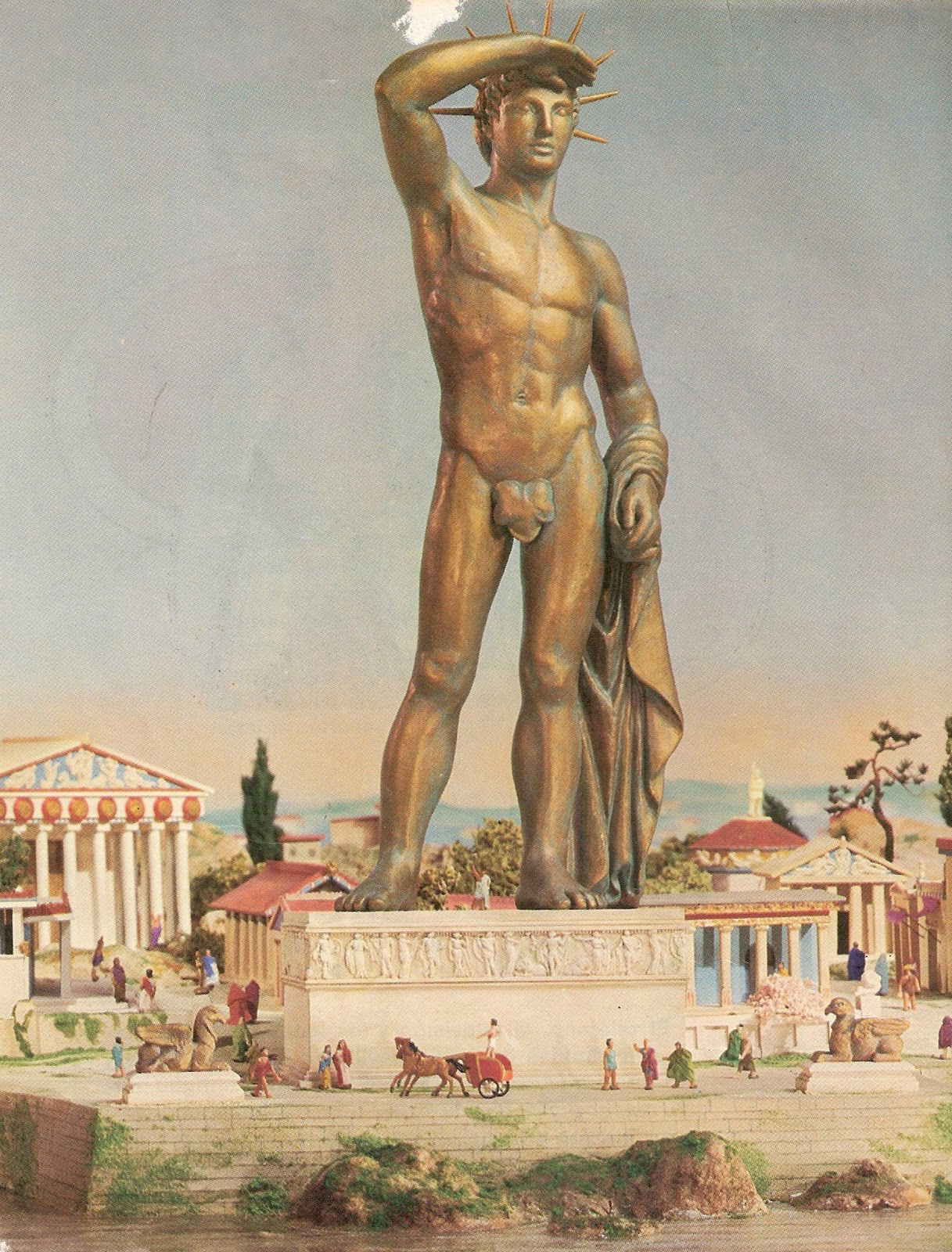
Representación de la ciudad de Rodas con la posible localización del Coloso.

El término helenístico suele comprender aproximadamente el período que siguió a la muerte de Alejandro Magno (323 a. C.) con la división de su imperio en reinos personales fundados por los diádocos, entre otros, lágidas en Egipto, seléucidas en Siria o atálidas en Pérgamo, hasta el año 31 a. C. cuando Octavio Augusto derrotó a Marco Antonio y Cleopatra. Se caracterizó por la expansión de la lengua (koiné), la literatura y el arte de la Antigua Grecia por el Mediterráneo y el Próximo Oriente.
La emulación entre sí de los distintos reinos helenísticos estimuló el desarrollo de grandes planes y complejos urbanísticos que habían desaparecido en su mayoría de las ciudades-estado en el siglo V a. C. Se diseñaron edificios destinados a usos específicos, en grandes espacios, no limitados por las barreras físicas de la Antigua Grecia, donde se pudieron crear nuevas ciudades como Alejandría, fundada en 332 a. C., Antioquía, Pérgamo o Seleucia del Tigris.
La arquitectura helenística fue un punto álgido en la arquitectura de la antigüedad. Entre sus obras se encuentran dos de las consideradas siete maravillas del mundo antiguo: el Coloso de Rodas y el Faro de Alejandría. Pero también la Biblioteca de Alejandría está considerada como ejemplo de ingenio arquitectónico.

## Características de la arquitectura helenística
Los reyes, en su afán de emulación y control, enviaban a sus arquitectos de ciudad en ciudad para que construyeran los monumentos que contribuyeran a su prestigio, edificios públicos, religiosos o culturales, lo que facilitó la unidad de la arquitectura helenística.
La arquitectura helenística se caracterizó por su eclecticismo y una mayor libertad de forma que la Arquitectura en la Antigua Grecia, en parte debido, entre otros, al uso del primer hormigón de cemento natural, y la construcción de proyectos a gran escala y ciudades concebidas desde cero, como Pérgamo o Alejandría. Esta planificación urbana fue bastante innovadora para el mundo griego. Elegían el lugar para producir un efecto teatral en función del panorama visual del emplazamiento. En lugar de manipular el espacio corrigiendo sus fallas, los planos de construcción se ajustaban al entorno natural para realzar sus cualidades. Aparecen muchos lugares de esparcimiento, como teatros y jardines públicos, así como estoas y basílicas a las que añadieron un claristorio para su iluminación interior. 
Se potencian los pórticos, estoas, palestras, buleuterio's', pritaneos y fuentes, además de monumentos funerarios, puertos y faros, muchas veces embellecidos por relieves.
En cambio, el templo dórico fue virtualmente abandonado, favoreciendo los órdenes jónico y corintio, que se fueron haciendo cada vez más elaborados. 
Los mejores ejemplos monumentales de la arquitectura helenística se encuentran en Asia Menor, puesto que el territorio propiamente griego carecía de fondos para la construcción de grandes edificios, al perder su independencia.

## Alejandría

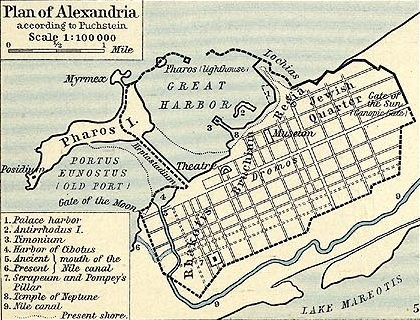
Mapa de la antigua Alejandría, con el Serapeo ubicado al sur (#7).

En Alejandría, creada ex-novo, el Serapeo fue un santuario monumental para el culto de Serapis, fundado en el año 300 a. C. por Ptolomeo I Sóter que combinaba las características griegas con las orientales. Se erigió sobre una plataforma elevada al que se accedía por un pórtico abovedado que alcanzaba un patio con estanque. En su recinto, existía una biblioteca complementaria a la Biblioteca de Alejandría, donde se almacenaban copias de las ediciones preparadas en el Museion y a la que podía acceder cualquier persona. Bajo la terraza había varias cámaras abovedadas donde se celebraban las ceremonias religiosas.

## Atenas

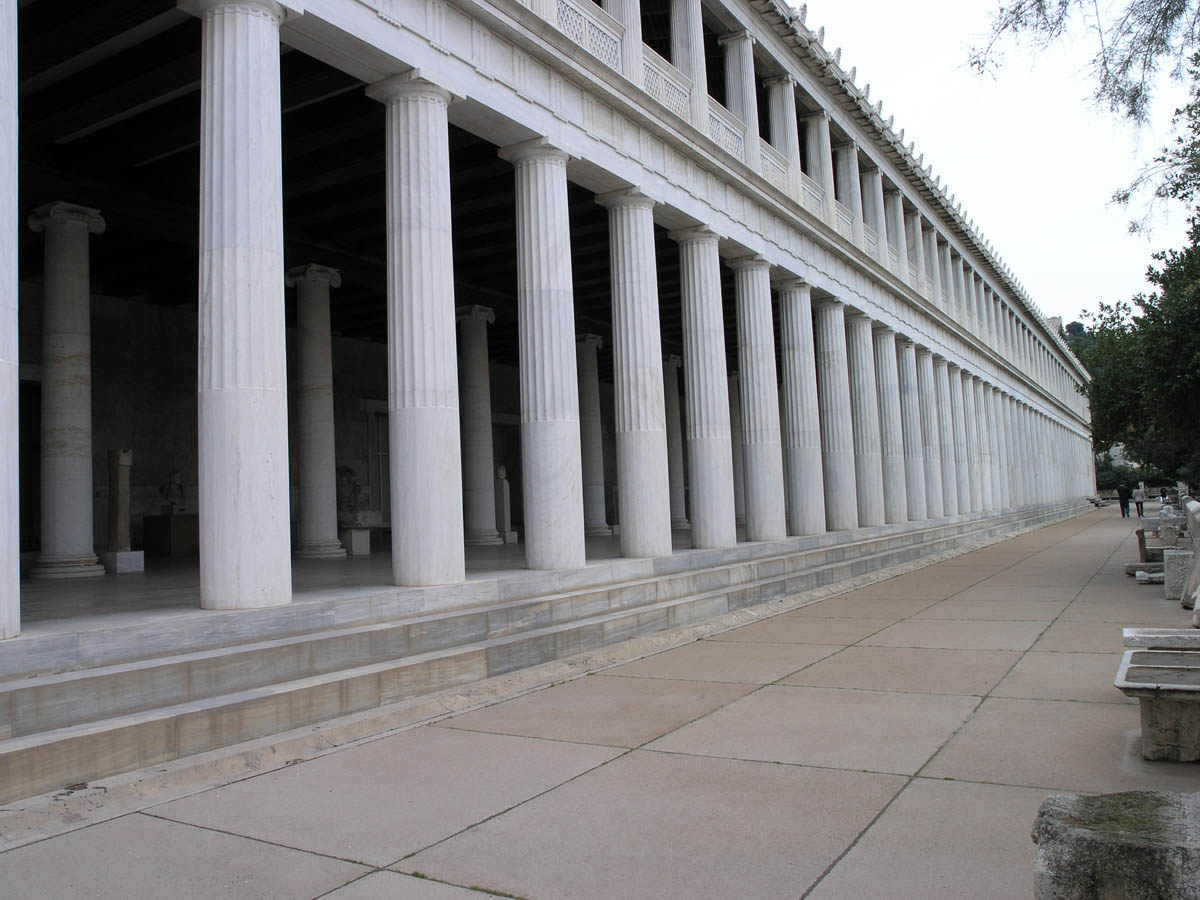
Los dos niveles de la Estoa de Átalo, planta baja dórico y primer piso jónico.

El orden corintio se usó por primera vez en un edificio a gran escala en el Templo de Zeus Olímpico. Su columnata es doble, con veinte columnas de lado y tres hileras de ocho columnas en los extremos.
En la arquitectura urbana se generaliza la monumentalización de las estoas, como la Estoa de Átalo construida en el Ágora de Atenas por el magnate y rey de Pérgamo Átalo II. Se establece la superposición de columnatas y su sucesión en profundidad, que permiten desarrollar el principio de la superposición de órdenes con el dórico abajo o en el exterior y el jónico arriba o en el interior.

## Dídima

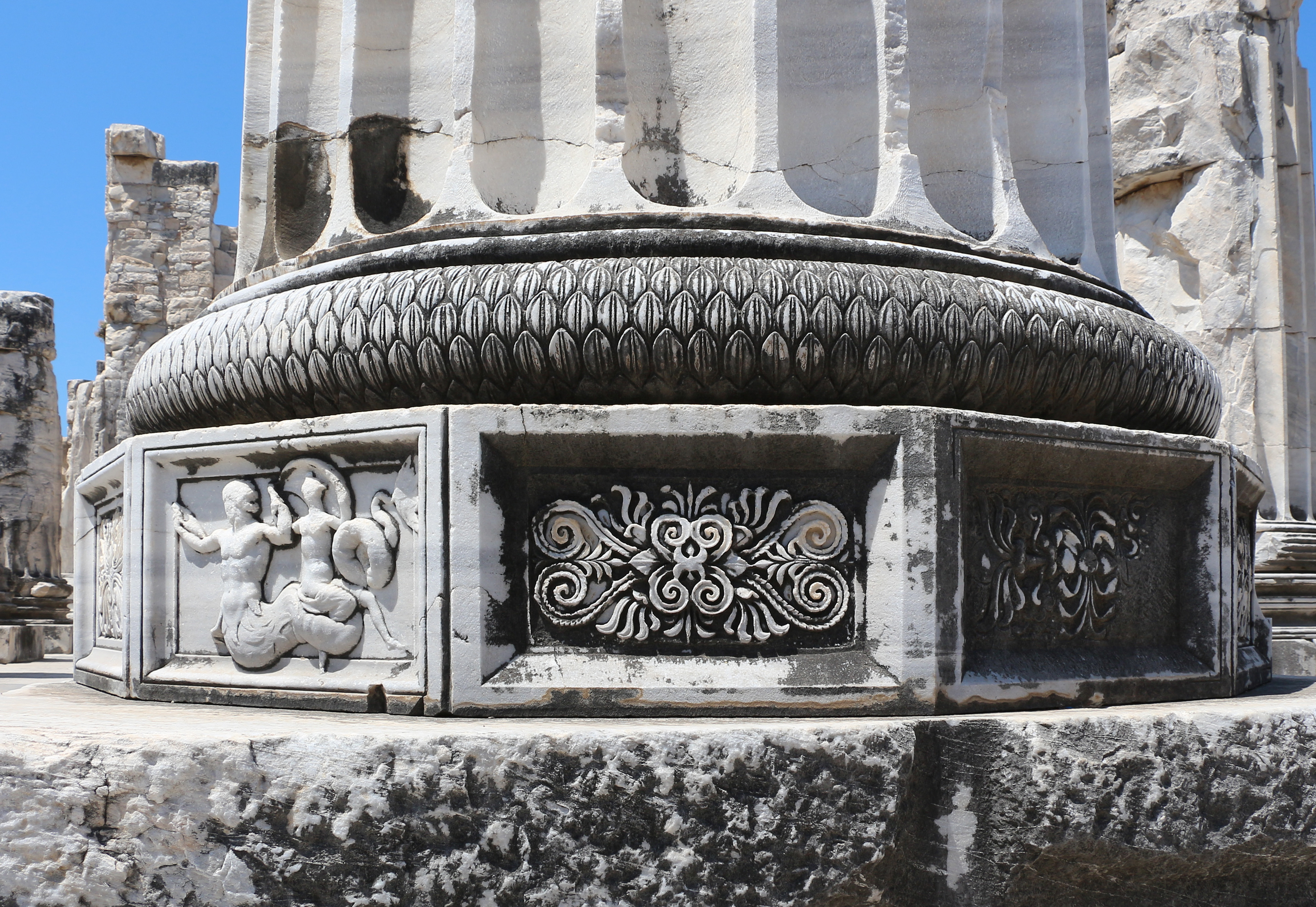
Basa de una columna en el Templo de Apolo en Dídima.

Es la época del gigantismo y la suntuosidad, por ejemplo, con el segundo templo de Apolo en Dídima (a unos veinte kilómetros de Mileto, en Jonia). Fue concebido hacia 330 a. C. por Dafnis de Mileto y Peonio de Éfeso, pero los trabajos, nunca acabados, continuaron hasta el siglo II. El santuario es uno de los más grandes nunca construido del mundo griego en la región mediterránea. Se alza sobre un alto basamento de siete escalones, con unas dimensiones de 59 X 118 metros. En el interior de un gran patio de 21,7 X 53,6 metros, la cella está rodeada por una doble columnata de 108 columnas jónicas de casi 20 metros de altura, cuyas basas y capiteles están ricamente tallados.

## Olinto

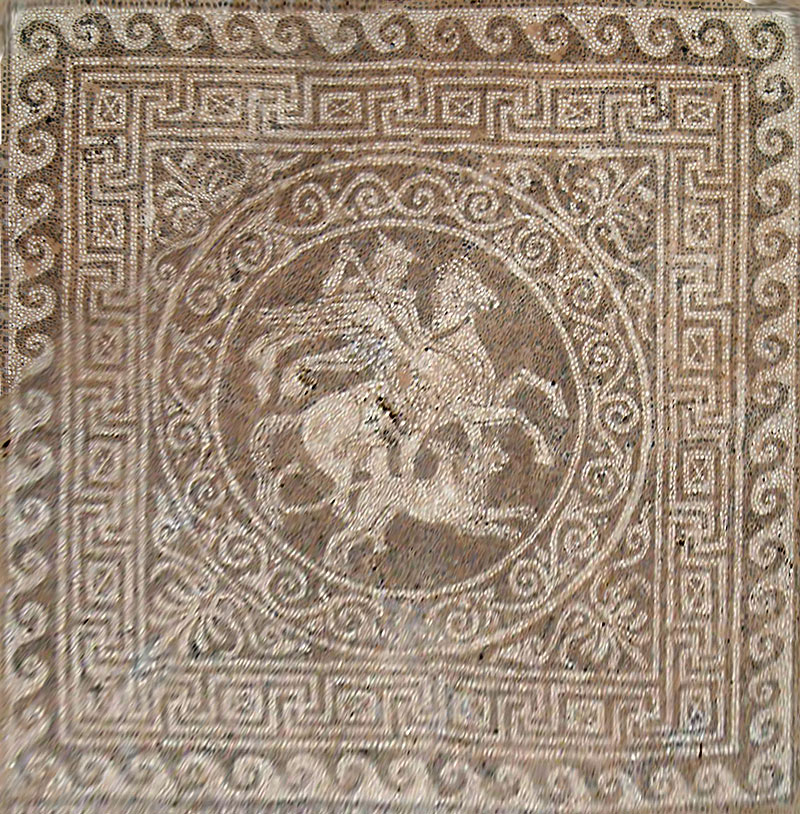
Mosaico de una casa de Olinto, con representación de Belerofonte.

La antigua ciudad de Olinto fue una de las piedras angulares arquitectónicas y artísticas en el establecimiento de una conexión entre los mundos clásico y helenístico. Se encontraron más de 100 casas en el yacimiento. Curiosamente, las casas y otras arquitecturas estaban increíblemente bien conservadas, lo que permite comprender mejor las actividades que tuvieron lugar en los hogares y cómo se organizó y utilizó su espacio interior.
Las viviendas en el ámbito de la arquitectura privada eran típicamente de forma cuadrada, cómoda y práctica. Se consideró una marca de civilización prominente en la cultura griega durante el período helenístico y más allá. Vivir una vida civilizada implicaba mantener un espacio robusto para la vida, usando muchos materiales de ladrillo en su construcción. También se usaron otros materiales como la piedra, la madera o el adobe.
Otro elemento que fue cada vez más popular durante el período helenístico fue la organización de la vivienda en torno a un patio. Los patios sirvieron como fuente de luz para el hogar, ya que las casas griegas estaban cerradas por el exterior para mantener un nivel de privacidad. Aunque se han encontrado ventanas en algunos sitios, generalmente son altas y pequeñas. Los espacios bien iluminados se usaban para entretenimiento o para la realización de actividades públicas, mientras que los sectores privados de la casa eran oscuros y cerrados, lo que complicaba las tareas domésticas.
Los patios eran el centro de atención de la casa, ya que proporcionaban un espacio para el entretenimiento y fuente de luz. Estaban pavimentados con adoquines o guijarros con mayor frecuencia, pero se han descubierto patios con mosaicos de guijarros geométricos o figurativos. Los mosaicos eran una forma de expresar cada familia sus intereses y creencias, así como una forma de decorar el hogar y hacerlo más atractivo. Este toque artístico a los hogares de Olinto introduce otro elemento de vida civilizada en la sociedad helenística.

## Pérgamo

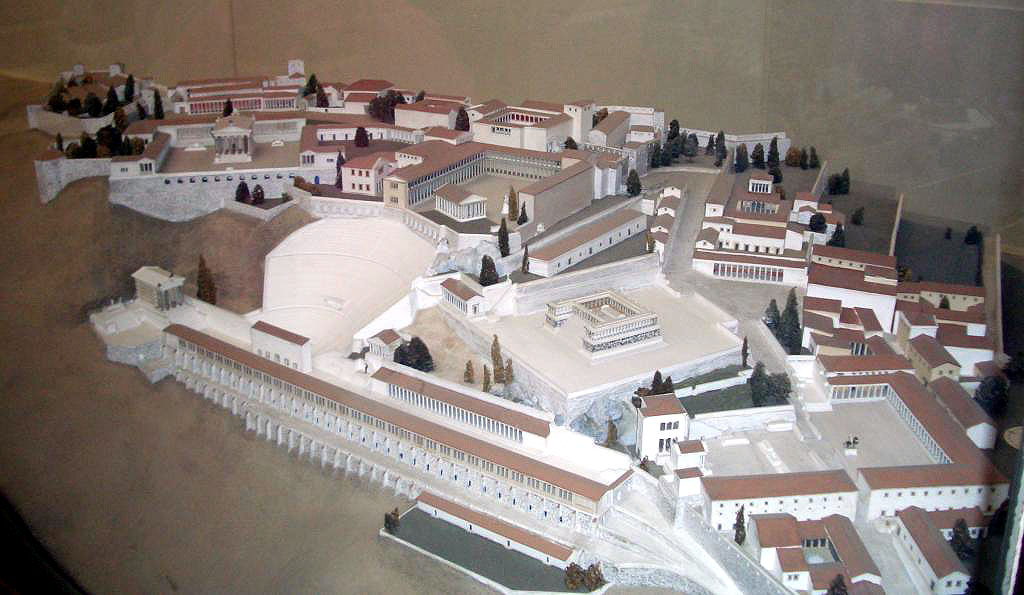
Maqueta de Pérgamo.

Pérgamo, en particular, es un ejemplo típico de urbanismo y arquitectura helenísticos. Desde una sencilla fortaleza situada en la acrópolis, varios reyes atálidas erigieron un colosal complejo arquitectónico. Los edificios se despliegan en abanico en torno a la Acrópolis teniendo en cuenta la naturaleza del terreno. El ágora, ubicada al sur, sobre la terraza inferior, está bordeada con galerías de columnas o stoai. Es el punto de partida de una calle que atraviesa toda la acrópolis, separando, por una parte, los edificios administrativos, políticos y militares, al este y en la cima de la roca; por el otro lado, los santuarios, al oeste a media altura. Entre estos últimos, el más importante es el que acoge el gran altar monumental (Altar de Pérgamo), llamado de los «doce dioses» o «de los dioses y gigantes», que constituye una de las obras maestras de la escultura griega. Un gigantesco teatro, que pueden llegar a contener casi 10 000 espectadores, tiene sus gradas en las laderas de la colina.